# Gian Nardelli
Gian Nardelli (Reconquista, 11 marzo 2000) è un calciatore argentino, difensore del Vinotinto.

## Caratteristiche tecniche
È un difensore centrale.

## Carriera
Nardelli è cresciuto nel settore giovanile del Colón (SF) ed ha debuttato in prima squadra il 1º aprile 2022 nell'incontro di Copa de la Liga Profesional perso 3-1 contro l'Aldosivi. Nell'agosto dello stesso anno ha firmato anche il suo primo contratto professionistico.
Rimasto svincolato ad inizio 2024, il 7 gennaio ha firmato con il Tigre.

## Statistiche

### Presenze e reti nei club
Statistiche aggiornate al 2 aprile 2024.
| Stagione        | Squadra         | Campionato      | Campionato | Campionato | Coppe nazionali | Coppe nazionali | Coppe nazionali | Coppe continentali | Coppe continentali | Coppe continentali | Altre coppe | Altre coppe | Altre coppe | Totale | Totale | Totale |
| Stagione        | Squadra         | Comp            | Pres       | Reti       | Comp            | Pres            | Reti            | Comp               | Pres               | Reti               | Comp        | Pres        | Reti        | Pres   | Reti   |        |
| --------------- | --------------- | --------------- | ---------- | ---------- | --------------- | --------------- | --------------- | ------------------ | ------------------ | ------------------ | ----------- | ----------- | ----------- | ------ | ------ | ------ |
| 2022            | Colón (SF)      | PD              | 12         | 0          | CA+CdL          | 0+3             | 0               | CL                 | 1                  | 0                  |             | -           | -           | 16     | 0      |        |
| 2023            | Colón (SF)      | PD              | 16         | 0          | CA+CdL          | 1+9             | 0               |                    | -                  | -                  |             | -           | -           | 26     | 0      |        |
| 2024            | Tigre           | PD              | 0          | 0          | CA+CdL          | 0+11            | 0+1             |                    | -                  | -                  |             | -           | -           | 11     | 1      |        |
| Totale carriera | Totale carriera | Totale carriera | 28         | 0          |                 | 24              | 1               |                    | 1                  | 0                  |             | -           | -           | 53     | 1      |        |